# Diocesi di San Luis
La diocesi di San Luis (in latino Dioecesis Sancti Ludovici in Argentina) è una sede della Chiesa cattolica in Argentina suffraganea dell'arcidiocesi di San Juan de Cuyo. Nel 2017 contava 393.000 battezzati su 437.000 abitanti. È retta dal vescovo Gabriel Bernardo Barba.

## Territorio
La diocesi comprende per intero la provincia di San Luis.
Sede vescovile è la città di San Luis, dove si trova la cattedrale dell'Immacolata Concezione.
Il territorio si estende su 76.748 km² ed è suddiviso in 48 parrocchie.

## Storia
La diocesi è stata eretta il 20 aprile 1934 con la bolla Nobilis Argentinae nationis di papa Pio XI, ricavandone il territorio dalla diocesi di San Juan de Cuyo, che fu contestualmente elevata ad arcidiocesi metropolitana.

## Cronotassi dei vescovi
Si omettono i periodi di sede vacante non superiori ai 2 anni o non storicamente accertati.
- Pedro Dionisio Tibiletti † (13 settembre 1934 - 14 maggio 1945 deceduto)
- Emilio Antonio di Pasquo † (2 novembre 1946 - 12 giugno 1961 nominato vescovo di Avellaneda)
- Carlos María Cafferata † (11 luglio 1961 - 6 luglio 1971 deceduto)
- Juan Rodolfo Laise, O.F.M.Cap. † (6 luglio 1971 succeduto - 6 giugno 2001 ritirato)
- Jorge Luis Lona † (6 giugno 2001 succeduto - 22 febbraio 2011 ritirato)
- Pedro Daniel Martínez Perea (22 febbraio 2011 succeduto - 9 giugno 2020 dimesso)
- Gabriel Bernardo Barba, dal 9 giugno 2020

## Statistiche
La diocesi nel 2017 su una popolazione di 437.000 persone contava 394.000 battezzati, corrispondenti all'89,9% del totale.
| anno | popolazione | popolazione | popolazione | presbiteri | presbiteri | presbiteri | presbiteri                | diaconi | religiosi | religiosi | parrocchie |
| anno | battezzati  | totale      | %           | numero     | secolari   | regolari   | battezzati per presbitero | diaconi | uomini    | donne     | parrocchie |
| ---- | ----------- | ----------- | ----------- | ---------- | ---------- | ---------- | ------------------------- | ------- | --------- | --------- | ---------- |
| 1950 | 197.000     | 200.000     | 98,5        | 36         | 27         | 9          | 5.472                     |         | 11        | 56        | 13         |
| 1966 | 197.200     | 197.200     | 100,0       | 44         | 26         | 18         | 4.481                     |         | 18        | 75        | 15         |
| 1970 | ?           | 179.000     | ?           | 42         | 27         | 15         | ?                         |         | 17        | 88        | 21         |
| 1976 | 180.500     | 190.000     | 95,0        | 34         | 22         | 12         | 5.308                     |         | 14        | 80        | 21         |
| 1980 | 189.900     | 195.000     | 97,4        | 38         | 23         | 15         | 4.997                     |         | 17        | 60        | 28         |
| 1990 | 214.000     | 229.000     | 93,4        | 52         | 40         | 12         | 4.115                     |         | 18        | 68        | 34         |
| 1999 | 322.000     | 345.000     | 93,3        | 65         | 50         | 15         | 4.953                     |         | 16        | 75        | 40         |
| 2000 | 326.000     | 350.000     | 93,1        | 65         | 51         | 14         | 5.015                     |         | 16        | 89        | 42         |
| 2001 | 300.000     | 320.000     | 93,8        | 77         | 62         | 15         | 3.896                     |         | 17        | 89        | 47         |
| 2002 | 341.000     | 366.000     | 93,2        | 67         | 55         | 12         | 5.089                     |         | 19        | 89        | 43         |
| 2003 | 343.000     | 368.000     | 93,2        | 69         | 55         | 14         | 4.971                     |         | 20        | 78        | 43         |
| 2004 | 347.496     | 370.000     | 93,9        | 65         | 55         | 10         | 5.346                     |         | 14        | 93        | 46         |
| 2010 | 365.000     | 385.000     | 94,8        | 74         | 68         | 6          | 4.932                     | 1       | 11        | 69        | 47         |
| 2014 | 377.000     | 401.000     | 94,0        | 82         | 74         | 8          | 4.597                     | 1       | 13        | 80        | 47         |
| 2017 | 393.000     | 437.000     | 89,9        | 89         | 79         | 10         | 4.415                     | 1       | 31        | 100       | 47         |
| 2020 | 461.575     | 450.500     | 102,5       | 91         | 81         | 10         | 5.072                     | 2       | 41        | 98        | 47         |
| 2022 | 467.000     | 459.000     | 101,7       | 72         | 63         | 9          | 6.486                     | 2       | 47        | 61        | 48         |